# بايطميش
بايطميش (بالفارسية: بایطمیش) هي قرية تقع في قسم ببه‌جيك (مقاطعة تشالدران) في إيران. يقدر عدد سكانها بـ 43 نسمة بحسب إحصاء 2016.